# Eduardo Belza
Eduardo Belza, vollständiger Name Eduardo Belza Franco, (* 5. September 1956 in Montevideo) ist ein ehemaliger uruguayischer Fußballspieler.

## Spielerkarriere

### Verein
Der 1,84 Meter große Torhüter Belza spielte 1975 zunächst für den Club Atlético Peñarol, zählte in jenem Jahr aber nicht zum Aufgebot der Ersten Mannschaft in der Primera División, in der Walter Corbo und Jorge Fossati die Torhüterposition besetzten. Von der Spielzeit 1977 bis in die Spielzeit 1979 war er Spieler des Club Atlético Cerro. Anschließend wechselte er nach Spanien. Dort stand er in der Spielzeit 1979/80 im Kader von Atlético Madrileño. In der Saison 1980/81 absolvierte er Atlético Madrid zugehörig drei Partien in der Primera División, wobei er am 12. April 1981 beim 1:1 gegen den FC Valencia debütierte. Unter der Bezeichnung 1981/82 ist sodann eine Karrierestation in Paraguay bei Cerro Porteño verzeichnet. Von seinem ersten Einsatz am 20. September 1981 gegen Castilla in der Saison 1981/82 bis zu seinem letzten Spiel am 5. November 1983 bei der 1:6-Niederlage gegen den gleichen Gegner in die Spielzeit 1983/84 stand er erneut in Reihen von Atlético Madrileño und bestritt in diesem Zeitraum je nach Quellenlage 51 oder 52 Ligapartien in der Segunda División. In der Saison 1984/85 ist ein Engagement bei Rayo Vallecano für ihn geführt. 1985 schloss er sich Nacional Montevideo an. Der Zeitraum seines Verbleibs bei den „Bolsos“ wird mit ungenauer Bestimmung „1984/85 und 1985/86“ angegeben. Anschließend stand er erneut bei Rayo Vallecano unter Vertrag und lief von seinem Debüt am 31. August 1986 gegen Hércules bis zu seinem letzten Einsatz am 10. Mai 1987 gegen Celta Vigo in 31 Zweitligabegegnungen auf. Weitere Karrierestationen waren in den Saisons 1986/87 bzw. 1987/88 RCD Mallorca (6 Erstligaspiele; Debüt am 13. Juni 1987, letzter Einsatz 17. Januar 1988) und in den Spielzeiten 1988/89 und 1989/90 CD Teneriffa (24 Erst- und 38 Zweitligaspiele). Letzte Vereinsstation seiner Laufbahn war UD Las Palmas. Dort wurde er von 1990 bis 1992 63-mal in der Segunda División aufgestellt. 1995 beendete er seine aktive Karriere und kehrte nach Uruguay zurück.
Ohne zeitlich präzise Einordnung, jedoch vor seinem Engagement bei Nacional Montevideo datierend, wird auch eine Karrierestation beim Club Atlético Progreso erwähnt.

### Nationalmannschaft
Belza gehörte der uruguayischen U-20-Nationalmannschaft an, die 1975 an der Junioren-Südamerikameisterschaft in Peru teilnahm und den Titel gewann. Im Verlaufe des Turniers wurde er allerdings von Trainer Walter Brienza nicht eingesetzt.

### Erfolge
- U-20-Südamerikameister: 1975

## Nach der aktiven Karriere
Nach seinem Karriereende ist er praktizierender Arzt für Sportmedizin im montevideanischen Barrio Pocitos. Er ist Dozent für Trainingsphysiologie und leitete ab 1996 Seminare am Instituto Superior de Educación Física der Universidad de Uruguay. Er war zudem rund zwei Jahre lang von 2002 bis 2005 Jugendkoordinator bei Peñarol. Im Februar 2007 wurde er als Nachfolger von Osvaldo Giménez zum Sportdirektor der AUF ernannt. Das Amt übt er auch im Jahr 2015 noch aus.